# لمورهای ورزشکار
لمورهای ورزشکار (نام علمی: Lepilemur) نام یک سرده از بالاخانواده لمور است.

## طبقه‌بندی
- تیره Lepilemuridae: sportive lemurs
  - سرده Lepilemur 
    - لمور ورزشکار شانه‌سرخ (Lepilemur aeeclis) *
    - لمور ورزشکار آمانسون (Lepilemur ahmansonorum) **
    - لمور ورزشکار آنکارانا،  (Lepilemur ankaranensis)
    - لمور ورزشکار بتسیلیو (Lepilemur betsileo) **
    - لمور ورزشکار پشت‌خاکستری،  (Lepilemur dorsalis)
    - لمور ورزشکار میلن ادواردز،  (Lepilemur edwardsi)
    - لمور ورزشکار فلورت (Lepilemur fleuretae) **
    - لمور ورزشکار گروکاک (Lepilemur grewcockorum) **
    - لمور ورزشکار هلند (Lepilemur hollandorum) *****
    - لمور ورزشکار اوبار (Lepilemur hubbardorum) **
    - لمور ورزشکار جیمز (Lepilemur jamesorum) **
    - لمور ورزشکار پاسفید،  (Lepilemur leucopus)
    - لمور ورزشکار دندان‌کوچک،  (Lepilemur microdon)
    - لمور ورزشکار داراینا (Lepilemur milanoii) **
    - لمور ورزشکار میترمایر (Lepilemur mittermeieri)
    - لمور ورزشکار راسویی،  (Lepilemur mustelinus)
    - لمور ورزشکار اوتو (Lepilemur otto) ***
    - لمور ورزشکار پتر (Lepilemur petteri) **
    - لمور ورزشکار راندریاناسولو (Lepilemur randrianasoloi) *
    - لمور ورزشکار دم‌سرخ،  (Lepilemur ruficaudatus)
    - Sahamalaza sportive lemur (Lepilemur sahamalazensis) *
    - لمور ورزشکار اسکات (Lepilemur scottorum)****
    - لمور ورزشکار سیل (Lepilemur seali) **
    - لمور ورزشکار شمالی،  (Lepilemur septentrionalis)
    - Hawks' sportive lemur (Lepilemur tymerlachsoni) **
    - لمور ورزشکار رایت (Lepilemur wrightae) **

* New species according to molecular analysis
** New species according to molecular analysis
*** New species according to molecular analysis
**** New species according to molecular analysis
***** New species according to molecular analysis